# Inzersdorf im Kremstal
Inzersdorf im Kremstal – gmina w Austrii, w kraju związkowym Górna Austria, w powiecie Kirchdorf an der Krems. Liczy 1890 mieszkańców.